# Maymena rica
Maymena rica är en spindelart som beskrevs av Norman I. Platnick 1993. Maymena rica ingår i släktet Maymena och familjen Mysmenidae.
Artens utbredningsområde är Costa Rica. Inga underarter finns listade i Catalogue of Life.